# شارل لکوک
شارل لکوک (به فرانسوی: Charles Lecocq) شاعر قرن بیستم میلادی اهل فرانسه است.